# James Sedin
James Walter Sedin (* 25. Juni 1930 in Saint Paul, Minnesota; † 23. Februar 2021 in Ketchum, Idaho) war ein US-amerikanischer Eishockeyspieler.  

## Karriere
James Sedin besuchte die University of Minnesota, für deren Eishockeymannschaft er parallel zu seinem Studium spielte. Dort konnte er sich für die Winterspiele 1952 empfehlen. Im Anschluss an diese beendete er seine Karriere. 

### International
Für die USA nahm Sedin an den Olympischen Winterspielen 1952 in Oslo teil, bei denen er mit seiner Mannschaft die Silbermedaille gewann. 

## Erfolge und Auszeichnungen
- 1952 Silbermedaille bei den Olympischen Winterspielen